# Suncoast Estates
Suncoast Estates és una concentració de població designada pel cens dels Estats Units a l'estat de Florida. Segons el cens del 2000 tenia 4.867 habitants.

## Demografia
Segons el cens del 2000, Suncoast Estates tenia 4.867 habitants, 1.815 habitatges, i 1.196 famílies. La densitat de població era de 698,6 habitants/km².
Dels 1.815 habitatges en un 32,5% hi vivien nens de menys de 18 anys, en un 43,6% hi vivien parelles casades, en un 15,1% dones solteres, i en un 34,1% no eren unitats familiars. En el 24,3% dels habitatges hi vivien persones soles el 7,7% de les quals corresponia a persones de 65 anys o més que vivien soles. El nombre mitjà de persones vivint en cada habitatge era de 2,68 i el nombre mitjà de persones que vivien en cada família era de 3,15.
Per edats la població es repartia de la següent manera: un 28,6% tenia menys de 18 anys, un 7,6% entre 18 i 24, un 30,9% entre 25 i 44, un 21% de 45 a 60 i un 11,9% 65 anys o més.
L'edat mediana era de 35 anys. Per cada 100 dones de 18 o més anys hi havia 107,3 homes.
La renda mediana per habitatge era de 26.510 $ i la renda mediana per família de 27.892 $. Els homes tenien una renda mediana de 25.258 $ mentre que les dones 15.570 $. La renda per capita de la població era d'11.581 $. Entorn del 21,7% de les famílies i el 23,4% de la població estaven per davall del llindar de pobresa.

## Poblacions més properes
El següent diagrama mostra les poblacions més properes.